# Manuel José Arce y Fagoaga
Pour les articles homonymes, voir Manuel José Arce et Arce.
Manuel José Arce y Fagoaga (San Salvador, Salvador, 1er janvier 1787 – id. 14 décembre 1847) fut un général et homme politique salvadorien, ainsi que le premier président de la République fédérale d'Amérique centrale de 1825 à 1829.

## Formation
Manuel José Arce fut le fils de Bernardo José de Arce, gouverneur de l'intendance de San Salvador de 1799 à 1800, et de Antonia Fagoaga. Il était le descendant de Sancho de Barahona, l'un des lieutenants de Hernán Cortés puis de Pedro de Alvarado. Sa famille bénéficiait d'une position sociale privilégiée. En 1801, envoyé au Guatemala pour poursuivre ses études, il y obtint le titre de bachelier en philosophie au collège San Francisco Borja. Il entreprit des études de médecine à l'université San Carlos de Borromeo, mais dut les interrompre à la suite des ennuis de santé de son père. En décembre 1808, il épousa sa cousine Felipa de Aranzamendi y Aguiar.

## Mouvement d'indépendance
Il participa très tôt aux activités indépendantistes, notamment au « Premier cri d'indépendance » (Primer Grito de Independencia) le 5 novembre 1811 dans sa ville natale. Il fut influencé par son oncle, l'ecclésiastique José Matías Delgado, l'une des grandes figures de l'émancipation centraméricaine. Arce fut aussi impliqué dans le second soulèvement qui débuta le 24 janvier 1814, ce qui lui coûta quatre années de prison.
Après l'indépendance de l'Amérique centrale en 1821, il s'opposa énergiquement aux tentatives d'annexion du Salvador au Premier Empire mexicain fondé par Agustín de Iturbide. À la tête des troupes salvadoriennes, il affronta les régiments envoyés du Guatemala, puis du Mexique sous les ordres du général Vicente Filísola. En décembre 1822, il fit partie de la délégation qui se rendit à Washington pour négocier l'adhésion du Salvador aux États-Unis d'Amérique et, ainsi, contenir l'expansionnisme mexicain. Après l'abdication de Agustín de Iturbide, il participa aux gouvernements provisoires qui dirigèrent la fédération centraméricaine (Premier Triumvirat en 1823, Second Triumvirat de 1823 à 1825).

## Présidence
Les élections présidentielles furent organisées en 1825 et le conservateur hondurien José Cecilio del Valle arriva en tête, mais sans obtenir la majorité absolue. Les libéraux, qui contrôlaient le Congrès fédéral, en profitèrent pour choisir Arce comme premier président de la République fédérale d'Amérique centrale.
Rapidement, il perdit l'appui des libéraux mais obtint des soutiens au sein du clergé et du parti conservateur. En 1826, il entra en conflit avec le gouvernement libéral du Guatemala, provoquant une guerre civile dans toute l'Amérique centrale. En 1829, les libéraux, avec à leur tête le Hondurien Francisco Morazán, vainquirent les troupes fédérales et contraignirent Arce à l'exil.

## Dernières années
Il résida d'abord aux États-Unis puis au Mexique, où il organisa en 1832 une expédition militaire contre le gouvernement fédéral de Francisco Morazán. L'opération se solda par un échec.
Il retourna au Salvador en 1842 mais, inquiété malgré sa volonté de ne plus participer à la vie politique, il s'échappa au Honduras et au Guatemala. En 1844, il mena plusieurs tentatives pour renverser l'homme fort du San Salvador, le caudillo Francisco Malespín, qu'il accusait d'avoir organisé un attentat contre lui.
Malespín chassé du pouvoir en 1845, Arce revint définitivement dans son pays, se retira de la vie politique et se consacra à la rédaction de son ouvrage « Breves indicaciones para la reorganización de Centro América ». Il mourut dans la pauvreté le 14 décembre 1847. Sa dépouille fut inhumée dans l'église de La Merced à San Salvador.

## Hommage
Par décret du Parlement salvadorien, le 28 novembre 1947, la localité de El Chilamatal fut élevée au rang de municipalité et changea son nom pour celui de Ciudad Arce, en hommage à l'artisan de l'indépendance centraméricaine.